# Versprochen ist versprochen 2
Versprochen ist versprochen 2 ist eine US-amerikanische Weihnachts-Filmkomödie von Alex Zamm aus dem Jahr 2014. Der Film ist eine Direct-to-Video-Fortsetzung des Films Versprochen ist versprochen (1996).

## Handlung
Larry hat es im Leben nicht weit gebracht. Er ist geschieden und lebt in einem Wohnwagen in den Tag hinein. Das einzige, was ihm wichtig ist, ist die Beziehung zu seiner Tochter Noel, die er mit zum Eisangeln nimmt. In direkter Konkurrenz zu ihm steht ihr Stiefvater Victor, ein erfolgreicher Geschäftsmann einer Paketfirma. Dieser lebt mit Larrys Exfrau Trish in einer luxuriösen Villa. Er hat allerdings auch Angst um seine Stellung als Stiefvater, da sich Noel sehr gut mit ihrem richtigen Vater versteht. So konkurrieren beide kurz vor Weihnachten um die gemeinsame Familienzeit.
Als Larry heimlich Noels Brief an den Weihnachtsmann liest, kommt er nicht darauf, was in dem Brief steht. Sein bester Freund Claude und die Diner-Bedienung Maggie meinen in dem Brief „Harrison“ zu erkennen, einen gerade angesagten sprechenden Bären. Das sehr begehrte Spielzeug ist jedoch in der gesamten Stadt ausverkauft. Larry lässt sich auf die Warteliste setzen und ist guter Dinge. Doch Victors Mitarbeiter Jeffrey, den dieser auf Larry angesetzt hat, bekommt diese Information auch mit. Victor befiehlt ihm nun, alle Bären in der Stadt aufzukaufen. Dies gelingt ihm auch.
Larry wird immer verzweifelter und lässt sich so immer wieder in peinliche Situationen bringen. So nimmt er zusammen mit Claude an einem Rodeo auf einem mechanischen Bullen teil und klebt sich dort mit Sekundenkleber ein, gewinnt jedoch statt dem Bären eine Traumreise. Auch verkleidet er sich als Obdachloser, um bei einer Charity-Veranstaltung an den Bären zu kommen. Dabei wird er jedoch von einem kleinen Jungen ausgetrickst, der von Jeffrey engagiert wurde.
Als immer mehr Gerüchte die Runde machen, das jemand die Bären aufkauft, kommt Larry dahinter, das dieser jemand Victor ist. Er stellt ihm eine Falle und schleicht sich in seinen Lagerraum ein, wo er Victor zur Rede stellt. Dabei werden die beiden versehentlich in dem Lager eingesperrt. Inzwischen ist gerade das offizielle Einschalten der Weihnachtsbeleuchtung in der Stadt. Dabei wird Jeffrey von einer Reporterin bedrängt und er gibt zu, die Bären im Auftrag Victors aufgekauft zu haben. Larry und Victor einigen sich, zusammen mit Noel und Trish Weihnachten zu feiern. gemeinsam können sie dem Lager entkommen und karren die Bären zum Ort der Feierlichkeiten. Victor und Larry tun so, als wäre von Anfang an der Plan gewesen, die Bären kostenlos zu verteilen. So wird die aufgebrachte Menge besänftigt.
Am Weihnachtstag schenken beide gemeinsam Noel einen Harrison, doch diese ist gar nicht begeistert. Sie liest den Brief nun vor: sie wollte mit der gesamten Familie Weihnachten feiern. Ihr Wunsch ist in Erfüllung gegangen.

## Hintergrund
Der Film ist keine direkte Fortsetzung zu Versprochen ist versprochen, verwendet aber die gleiche Grundidee mit einem anderen Cast. 20th Century Fox, die die Namensrechte an dem ersten Teil hält, nutzt für Fortsetzungen von erfolgreichen Filmen Heimvideo-Plattformen als kostensparendes Mittel für Fortsetzung. Für die Fortsetzung arbeitete 20th Century Fox zum achten Mal mit WWE Studios zusammen. Als Regisseur wurde Alex Zamm verpflichtet, der bereits die Fortsetzung zu Zahnfee auf Bewährung kostengünstig drehte, bei dem Larry the Cable Guy ebenfalls die Hauptrolle spielte. Als Nebenrolle wurde der kanadische Wrestler Santino Marella verpflichtet, der zu dem Zeitpunkt bei WWE unter Vertrag stand und vor allem als Comedy-Wrestler eingesetzt wurde.
Der Film wurde in Fort Langley, British Columbia, Kanada gedreht. Drehorte waren der Spielzeugladen Purdy’s Toy Traders, eine GameStop-Filiale, das örtliche Diner sowie das historische Rathaus. Das Budget betrug etwa 5 Millionen US-Dollar.
Der Film enthält einige Anspielungen auf das Original. So schlagen sowohl Schwarzenegger im Original als auch Larry in der Fortsetzung auf einen Pappaufsteller ein. Auch besucht Larry an einer Stelle einen Underground-Dealer für das Spielzeug. Diese Szene erinnert wie im Original an einen Drogendeal. Im Gegensatz zu ähnlichen Fortsetzungen und Remakes taucht jedoch keiner der ehemaligen Schauspieler im Film auf. Auch auf Marellas WWE-Karriere wird angespielt. So hält sich Claude nur eine Sekunde auf dem mechanischen Bullen, was genau der zeit entspricht, die Marella einmal im WWE Royal Rumble verbrachte.

## Rezeption
Der Film fiel bei der Kritik überwiegend durch. Das Lexikon des internationalen Films schrieb beispielsweise „Keine Fortsetzung, sondern eine Variante der Weihnachtskomödie Versprochen ist versprochen (1996), der selbst deren geringen Einfallsreichtum noch unterbietet. Wo das Original immerhin noch Kritik am Konsumverhalten beinhaltete, quält sich der zweite Aufguss lediglich von einer geistlosen Szene zur nächsten.“